# Mazdéisme
Pour un article plus général, voir Zoroastrisme.
Le mazdéisme (ou zoroastrisme,) est une religion de la Perse antique qui doit son nom à son dieu principal, Ahura Mazda. Le livre sacré du mazdéisme est l'Avesta. Le mazdéisme a été la religion officielle des empires perses, notamment sous les Mèdes, au IIe millénaire avant notre ère, puis les Achéménides, les Parthes et les Sassanides. Il s'articule autour de l'opposition entre Ahura Mazda, « le Seigneur Sage », et les forces du mal, dont Angra Mainyu (ou Ahriman), « l'Inspirateur Maléfique », est le représentant principal. Cette opposition dualiste constitue le fondement de la cosmologie, de l'activité rituelle et de la fonction royale.
Le zoroastrisme, du nom de Zarathustra (ou Zoroastre), n'est pas strictement un autre nom pour le Mazdéisme, mais une réforme monothéiste issue de celui-ci. Ainsi le Zoroastrisme se distingue par la reconnaissance d'un dieu unique nommé Ahura Mazda. Les autres divinités reconnues par le mazdéisme n'ont plus de place. Même Angra Mainyu, appelé préalablement le dieu du mal, pert sa divinité. Désormais cette nouvelle religion promeut l'idée d'une quête personnelle de la « pensée juste » et de l'amélioration du cosmos. C'est sous cette forme que le zoroastrime a traversé les millénaires et subsiste encore après trois mille ans.
Quand aurait eu lieu cette réforme qui introduit le dieu unique ? Aucun vestige archéologique ne peut le confirmer. Les paramètres culturels et linguistiques tendent à suggérer une apparition d'une première « communauté des Gathas » à l'Âge du bronze dans la seconde moitié du IIe millénaire av. J.-C..[réf. incomplète]. A l'âge du bronze, dans la première moitié du second millénaire avant notre ère. 
Abraham Anquetil-Duperron, a rassemblé cent-quatre-vingt volumes de textes sacrés en 1762 puis il a travaillé à leur traduction à l'Académie royale des inscriptions et belles-lettres et en a publié une partie en 1771, sous le titre Zend-Avesta.[réf. incomplète]

### Livres liturgiques du mazdéisme
En anglais :
- Avesta (Yasna, Yashts, Vîdêvdât, Vispered, Nîranganstân, Hadôxt Nask): James Darmesteter, Le Zend-Avesta, 1892-1893, 3 t., rééd. anastatique Adrien Maisonneuve, 1960.
- Bundahishn (Création originelle), IXe siècle : trad. en an. du Bundahishn version indienne : W. E. West, The Bundahish, apud Pahlavi Texts, Sacred Books of the East, t. V, Oxford University Press, 1897, rééd. Delhi 1965.
- Denkard (Livre de la religion), Xe siècle, en moyen-perse. Trad. partielle : Jean de Menasce, Le troisième livre du Daenkart, Klincksieck, 1984, 465 p.
- Pand-nâmag î Zardusht (Livre de conseils de Zarathoustra) ou Cîdag andarz î pôryôtkêshân (Sélection de préceptes des anciens sages), trad. an. M. F. Kanga, Čītak Handarž i Pōryōtkēšān. A Pahlavi Text, Bombay, 1960. (« Catéchisme sassanide qui résume admirablement les dogmes du zoroastrisme », selon Geo Widengren).
- Ardâ Wîrâz-nâmag (Livre de Wîrâz le Juste, IXe – Xe siècles), trad. du pehlevi Philippe Gignoux, Le livre d'Ardâ Virâz, Editions Recherches sur les Civilisations, 1984, 282 p. (voyage de l'âme dans l'Au-delà).

### Études sur le mazdéisme
- (en) Mary Boyce, A History of Zoroastrianism, Leyde, 1975.
- (en) Mary Boyce, Zoroastrians, Their Religious Beliefs and Practices, Londres, Routledge, 1979.
- Jacques Duchesne-Guillemin, La Religion de l'Iran ancien, Paris, PUF, 1962, 411 p.
- Jacques Duchesne-Guillemin, Religion et politique de Cyrus à Xerxès, 1969
- Jacques Duchesne-Guillemin, Le Dieu de Cyrus, 1975
- Jean Kellens, « Le mazdéisme », dans Frédéric Lenoir et Ysé Tardan-Masquelier (dir.), Encyclopédie des religions, t. I, Paris, Bayard, 2000, 2e éd., p. 105-117
- Jean Kellens, Leçons au Collège de France en ligne
- Jean Varenne, Zarathushtra et la tradition mazdéenne, Paris, Seuil [rééd. 1977], 1962.
- Jean Varenne, Zoroastre, le prophète de l'Iran, Dervy, 1996.

### Banques de données
- Notices d'autorité :   - Tchéquie
- Notices dans des dictionnaires ou encyclopédies généralistes :   - Internetowa encyklopedia PWN
  - Universalis